# Nejvyšší hory Montany

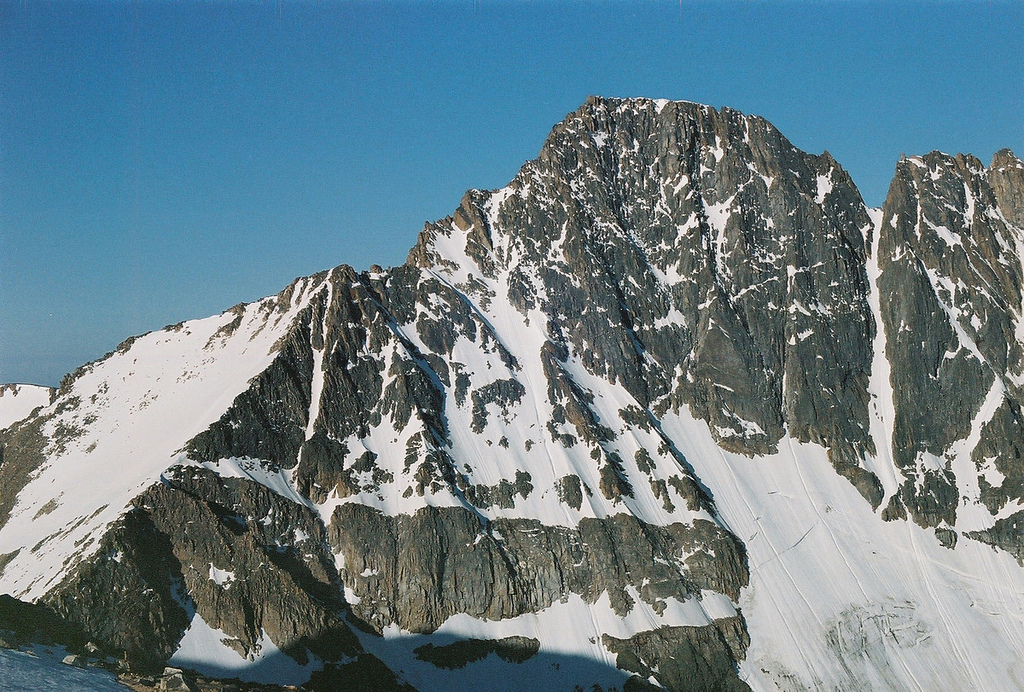
Granite Peak

Nejvyšší hory Montany. Montana leží na severozápadě Spojených států. Západní polovinu území zaujímají Skalnaté hory, východní polovinu pak tvoří náhorní plošiny Velkých planin.
Na severozápadě, při hranici s Idahem, se rozkládá pohoří Cabinet Mountains, severovýchodní část Skalnatých hor v Montaně tvoří pohoří Lewis Range. Podél hranice s Idahem, na západě a jihozápadě, se nachází jedno z nejdelších pohoří Skalnatých hor Bitterroot Range. Ve středo-jižní části leží pohoří Pioneer Mountains, na východě se nachází horská pásma Big Belt Mountains, Little Belt Mountains a Crazy Mountains. Na jihovýchodě Skalnatých hor v Montaně leží rozsáhlé Absaroka Range, které pokračuje dále do Wyomingu a nejvyšší pohoří Montany Beartooth Mountains, které je ale považované za součást Absaroka Range.
Nejvyšší horou Montany je Granite Peak (3 901 m) v rámci pohoří Beartooth Mountains.

## 10 nejvyšších hor Montany

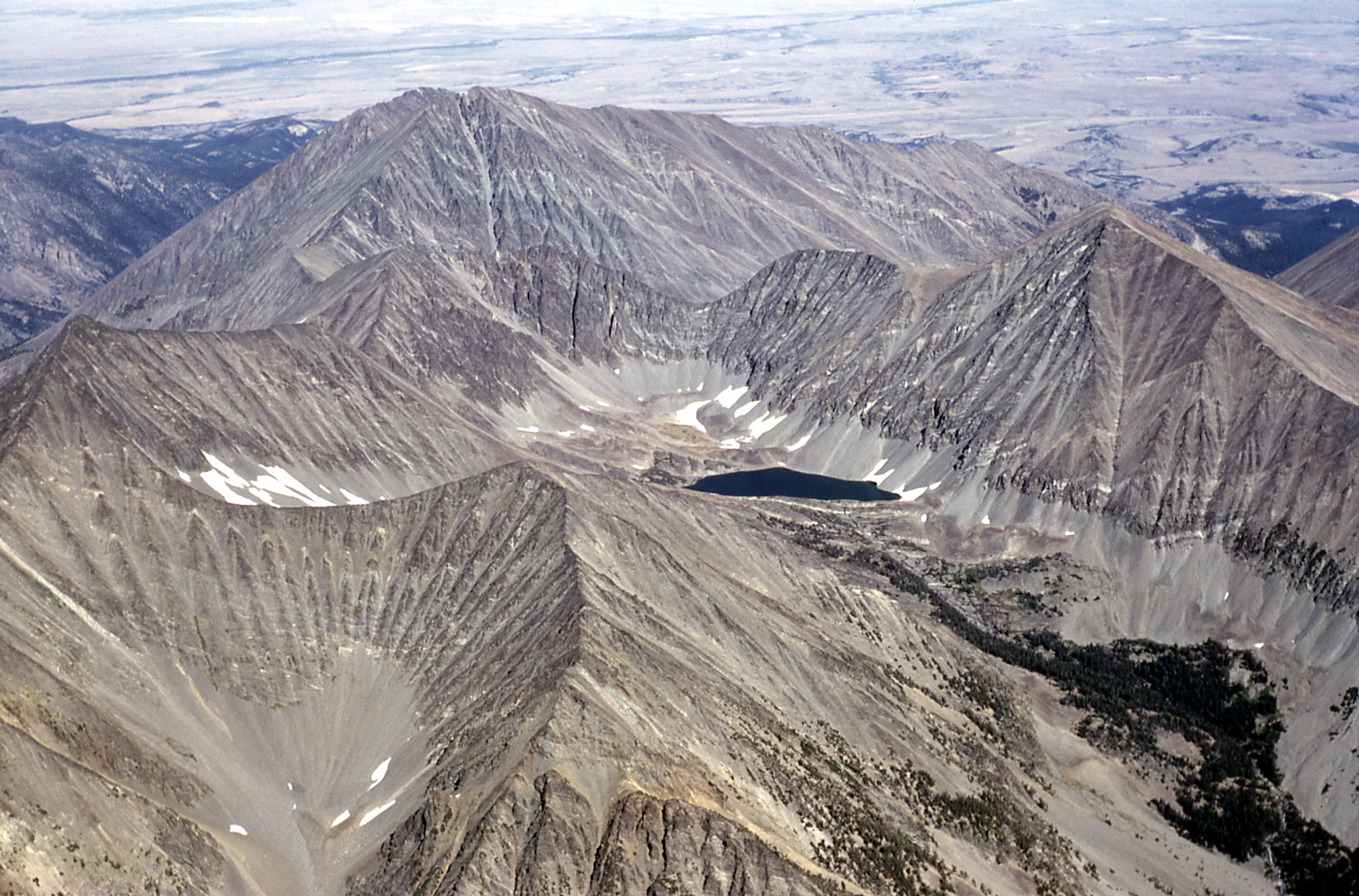
Crazy Peak

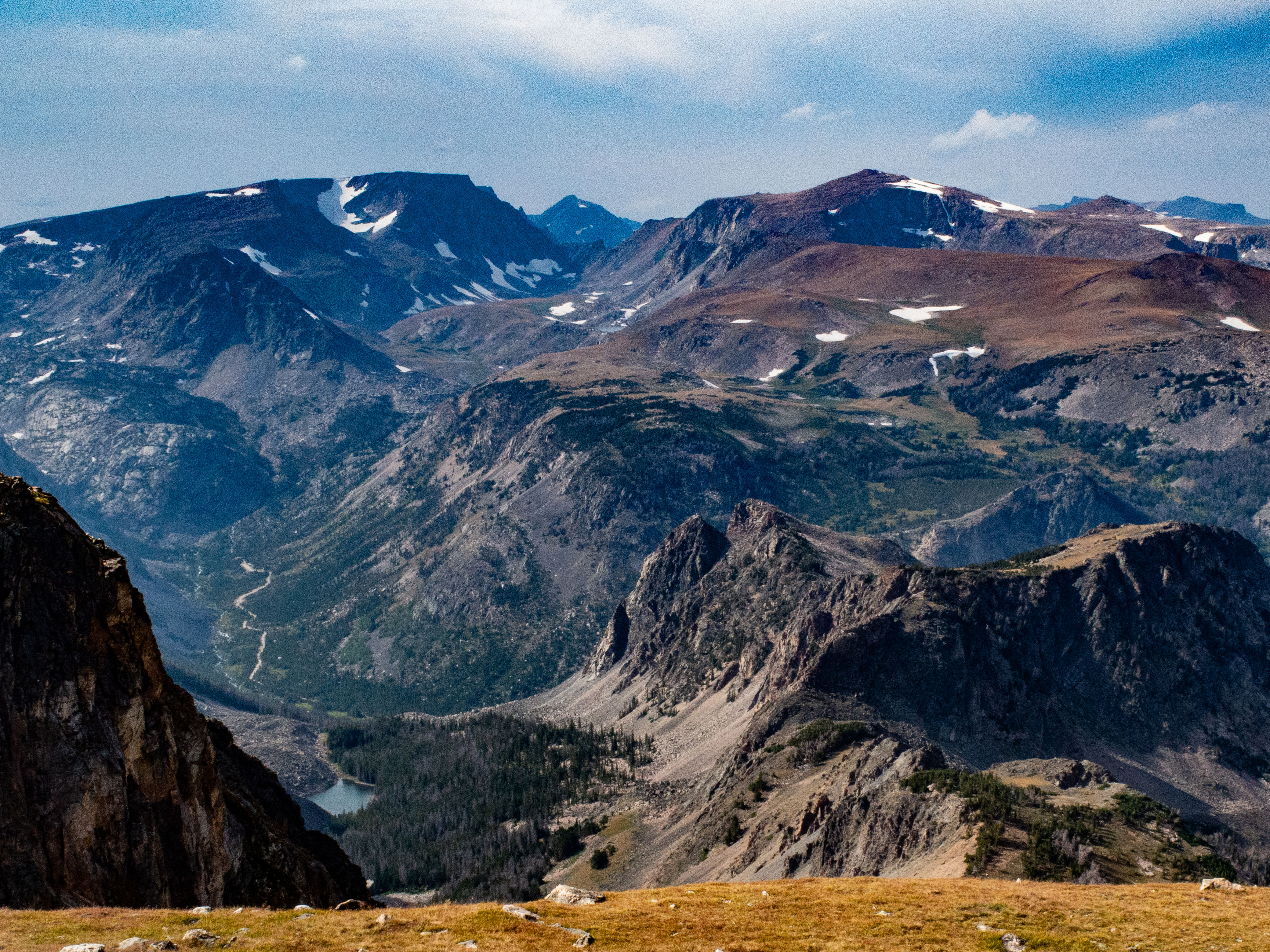
Beartooth Mountains

Ve výčtu hor jsou zastoupeny pouze vrcholy s prominencí vyšší než 500 metrů.
|    | Vrchol          | Pohoří              | Výška (m) | Prominence (m) | Izolace (km) |
| -- | --------------- | ------------------- | --------- | -------------- | ------------ |
| 1  | Granite Peak    | Beartooth Mountains | 3 901     | 1 450          | 138,5        |
| 2  | Mount Wood      | Beartooth Mountains | 3 859     | 872            | 12           |
| 3  | Castle Mountain | Beartooth Mountains | 3 844     | 808            | 15,7         |
| 4  | Hilgard Peak    | Madison Range       | 3 449     | 1 238          | 123          |
| 5  | Tumble Mountain | Absaroka Range      | 3 449     | 867            | 12,8         |
| 6  | Mount Douglas   | Absaroka Range      | 3 439     | 501            | 9,1          |
| 7  | Mount Cowen     | Absaroka Range      | 3 418     | 848            | 28,5         |
| 8  | Crazy Peak      | Crazy Mountains     | 3 417     | 1 741          | 71,8         |
| 9  | Two Sisters     | Absaroka Range      | 3 411     | 558            | 6,5          |
| 10 | Lone Mountain   | Madison Range       | 3 402     | 829            | 26,8         |

## 5 vrcholů s nejvyšší prominencí

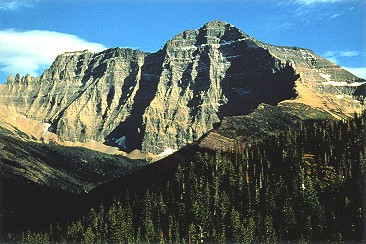
Mount Cleveland

Vrcholy s nejvyšší prominencí.
|   | Vrchol          | Pohoří              | Výška (m) | Prominence (m) | Izolace (km) |
| - | --------------- | ------------------- | --------- | -------------- | ------------ |
| 1 | Crazy Peak      | Crazy Mountains     | 3 417     | 1 741          | 71,8         |
| 2 | McDonald Peak   | Mission Range       | 2 993     | 1 719          | 127,8        |
| 3 | Snowshoe Peak   | Cabinet Mountains   | 2 663     | 1 651          | 129          |
| 4 | Mount Cleveland | Lewis Range         | 3 190     | 1 593          | 158          |
| 5 | Granite Peak    | Beartooth Mountains | 3 901     | 1 450          | 138,5        |

## 10 nejvyšších hor Montany s prominencí vyšší než 100 metrů

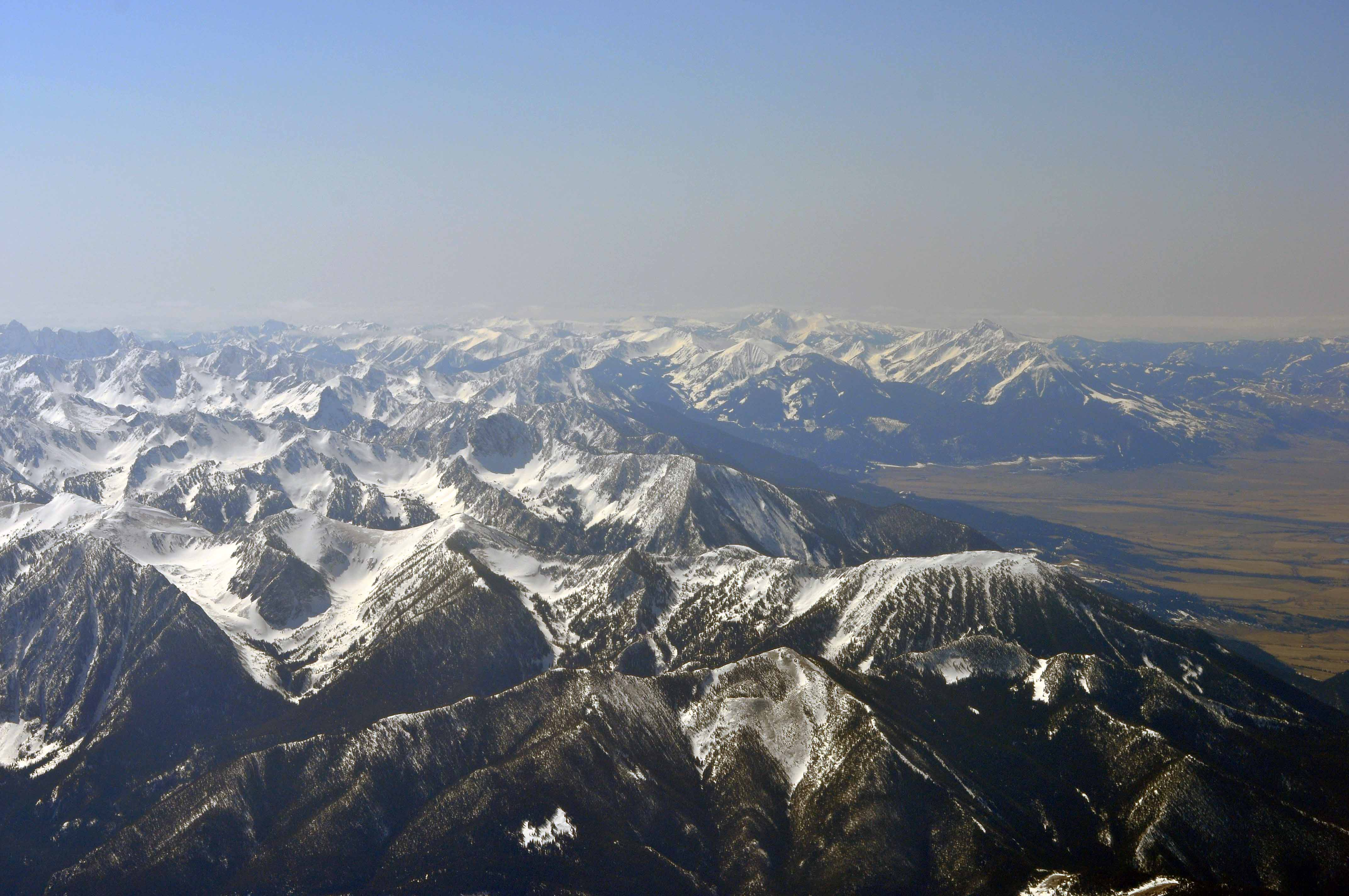
Absaroka Range v Montaně

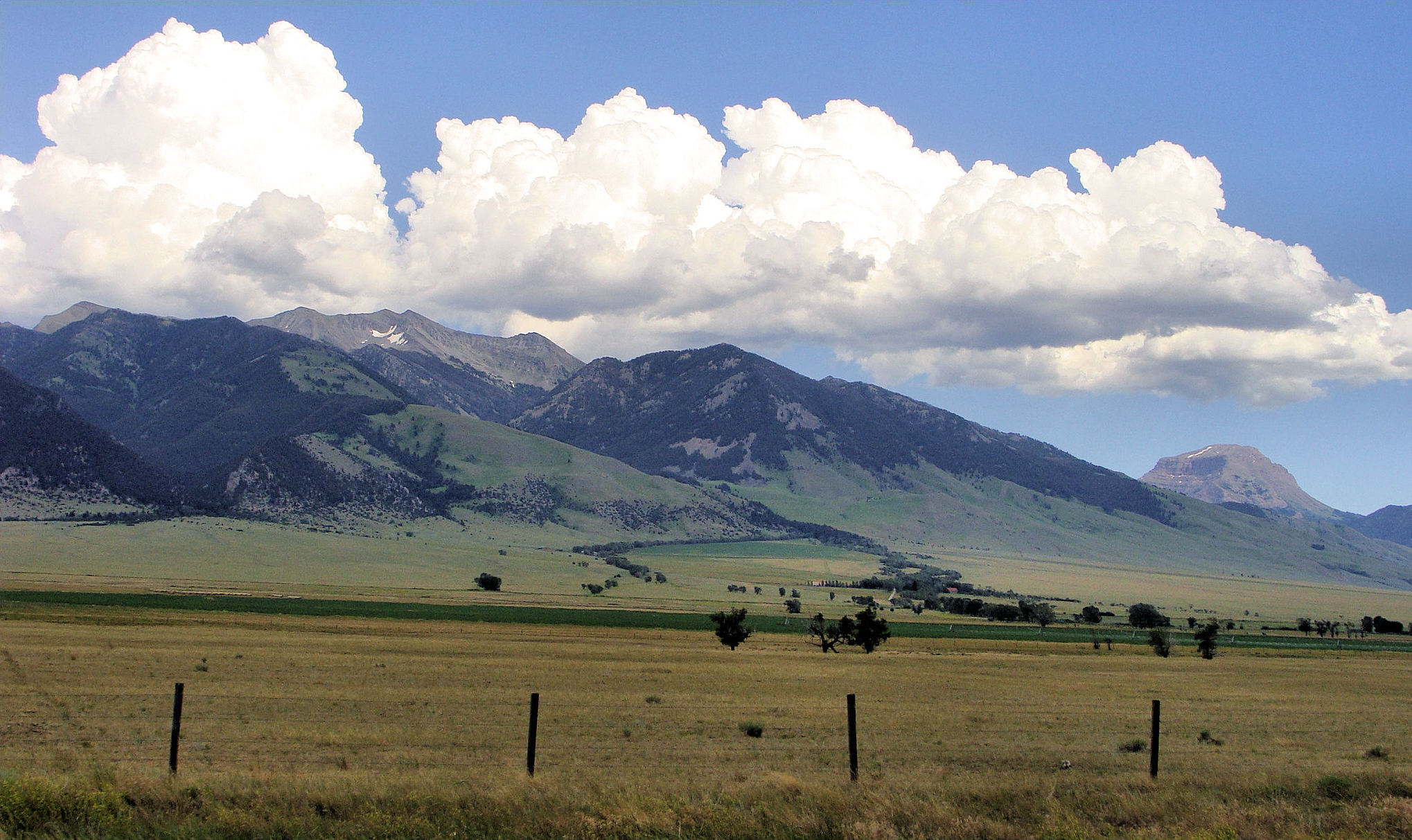
Hilgard Peak, Madison Range

Ve výčtu hor jsou zastoupeny pouze vrcholy s prominencí vyšší než 100 metrů.
|    | Vrchol               | Pohoří              | Výška (m) | Prominence (m) | Izolace (km) |
| -- | -------------------- | ------------------- | --------- | -------------- | ------------ |
| 1  | Granite Peak         | Beartooth Mountains | 3 901     | 1 450          | 138,5        |
| 2  | Mount Wood           | Beartooth Mountains | 3 859     | 872            | 12           |
| 3  | Castle Mountain      | Beartooth Mountains | 3 844     | 808            | 15,7         |
| 4  | Whitetail Peak       | Beartooth Mountains | 3 826     | 388            | 3,6          |
| 5  | Silver Run Peak      | Beartooth Mountains | 3 823     | 459            | 4,1          |
| 6  | Rainbow Peak         | Beartooth Mountains | 3 822     | 128            | 0,6          |
| 7  | Tempest Mountain     | Beartooth Mountains | 3 801     | 278            | 1,3          |
| 8  | Mount Peal           | Beartooth Mountains | 3 782     | 149            | 1,6          |
| 9  | Castle Rock Mountain | Beartooth Mountains | 3 780     | 147            | 0,9          |
| 10 | Beartooth Mountain   | Beartooth Mountains | 3 765     | 449            | 3,4          |